# Дренажний штрек
Дренажний штрек (рос. дренажный штрек, англ. water-drainage galery, нім. Dränagestrecke f) — горизонтальна виробка, що проводиться від ствола шахти та обладнується підняттєвими свердловинами, забивними і наскрізними фільтрами та водовідвідними канавами.